# Donn F. Draeger
Donn F. Draeger (15 avril 1922 à Milwaukee - 20 octobre 1982 à Milwaukee) est un pratiquant américain d'arts martiaux asiatiques et un auteur de nombreux livres sur le sujet.
Il a joué un rôle important dans la fondation en 1952 de l'Amateur Judo Association, renommée Judo Black Belt Federation en 1955 puis United States Judo Federation en 1967.
Il a notamment initié Henry Plée, pionnier du karaté français, et officié comme coordinateur des combats pour le film On ne vit que deux fois (1967).

## Publications
- Judo Training Methods: A Sourcebook, with Takahiko Ishikawa, The Charles E. Tuttle Co., 1961
- Javanese Silat: The Fighting Art of Perisai Diri  by Quintin Chambers and Donn F. Draeger (Paperback - Mar 1979)
- Pentjak-Silat: The Indonesian Fighting Art, Kodansha International Ltd,1970
- Asian Fighting Arts (avec Robert W. Smith), Kodansha International, 1969 ; retitré Comprehensive Asian Fighting Arts après republication, 1980  (ISBN 978-0-87011-436-6)
- Classical Bujutsu: Martial Arts And Ways Of Japan, Vol I., Weatherhill, 1973, 1996
- Classical Budo:  Martial Arts And Ways Of Japan, Vol II., Weatherhill, 1973, 1996
- Modern Bujutsu & Budo: Martial Arts And Ways Of Japan, Vol III., Weatherhill, 1974, 1996
- Japanese Swordsmanship: Technique And Practice (with Gordon Warner), Weatherhill, 1982
- The Weapons and Fighting Arts of Indonesia  (ISBN 978-0-8048-1716-5)
- Phoenix-Eye Fist: A Shaolin Fighting Art of South China
- Judo Formal Techniques: A Complete Guide to Kodokan Randori No Kata
- Ninjutsu: The Art of Invisibility, Japan's Feudal Age Espionage Methods, Lotus Press, 1977; Phoenix Books, 1994